# Sylvia K. Kummer
Sylvia K. Kummer (* 13. Mai 1959 in Wien) ist eine österreichische Künstlerin. Der Schwerpunkt ihrer Arbeit liegt in interdisziplinären Projekten – in den Bereichen zwischen Kunst und Kultur- und Sozialanthropologie – die sie unter Einbeziehung interaktiver Prozesse und mittels verschiedener Materialien und Techniken (Zeichnung, Malerei, Objekte, Installationen, Videos) realisiert.

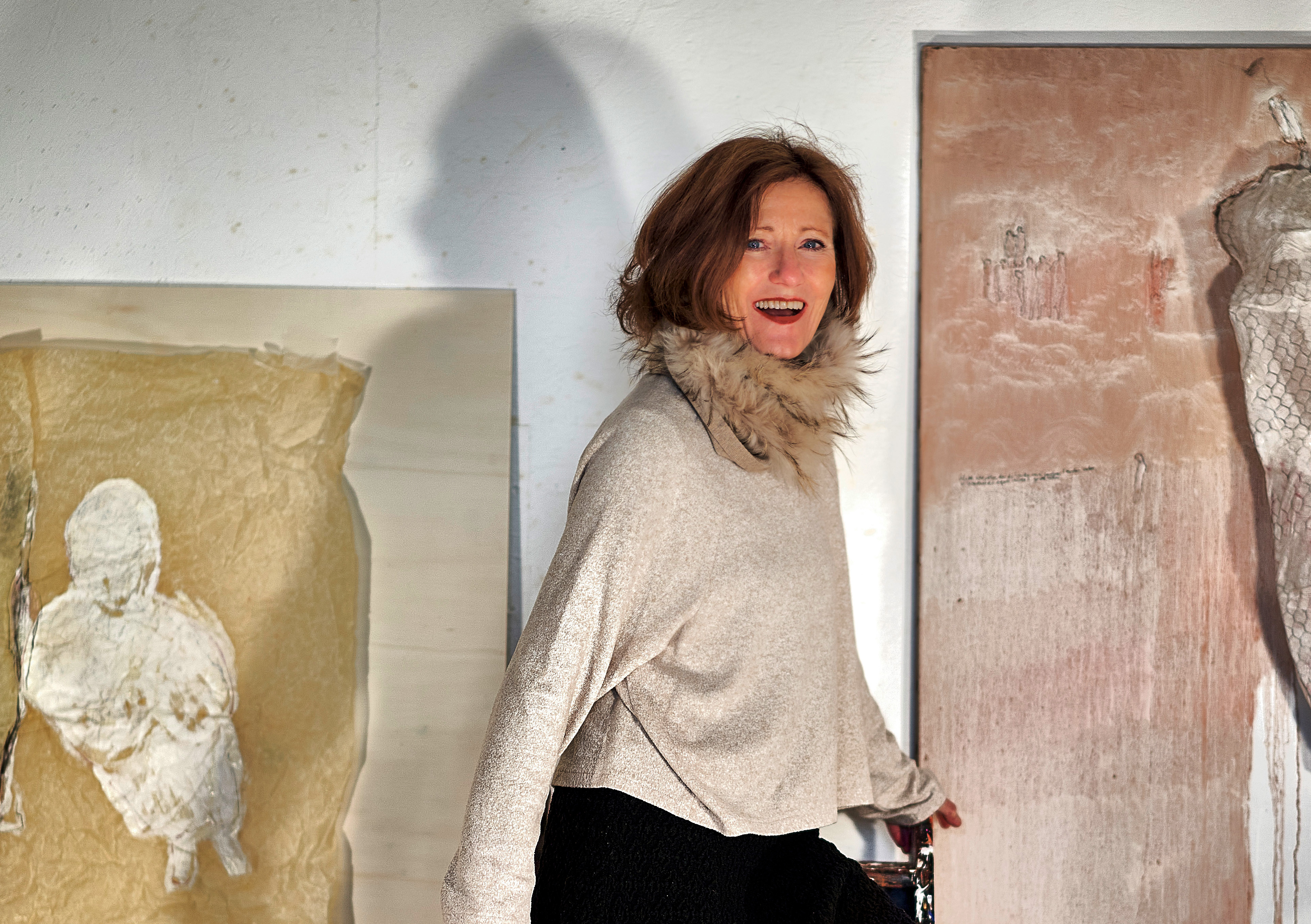
Sylvia K. Kummer (2020)

## Leben
Kummer studierte Malerei und Grafik an der Universität für angewandte Kunst in Wien. Sie verfasste ihre Dissertation über „(Im-) Possible Places. Zwischen Kunst und Ethnographie“ am Institut für Kultur- und Sozialanthropologie an der Universität Wien, mit Zweitbegutachtung an der Akademie der bildenden Künste Wien.
Internationale Lehraufträge (Malerei und Creative Strategies) an verschiedenen Universitäten führten Kummer nach Australien und China sowie in die USA. Sie lehrte von 2000 bis 2012 als Adjunct Professor an der Webster University Vienna und St. Louis, 2010 nahm sie einen Lehrauftrag an der Normal University Hangzhou, China, an.
Internationale Ausstellungseinladungen und Stipendien ermöglichten der Künstlerin ebenfalls, ihre Projekte in einem interkulturellen Kontext zu entwickeln und zu realisieren. Die Erfahrungen und Reflexionen der Auslandsaufenthalte in den USA, Cuba, Kanada, Australien, China, Europa und in Afrika – Biennale Dak’Art OFF 2014 in Dakar, Senegal, Biennale in Marokko, Casablanca – fließen wesentlich in die Arbeiten der Künstlerin ein.
Zurzeit lebt und arbeitet Kummer als freischaffende Künstlerin in Wien und Niederösterreich.

## Materialien/Methoden
Kummer arbeitet auf Materialien, die sie vor Ort auf Reisen und bei Recherchen entdeckt. So finden sich sowohl Fundgegenstände, historische Objekte, Lederhäute, Papiere und Leinwände innerhalb ihres Oeuvres. Wörter, Texte, Zeichnungen, Farben werden auf diese Materialien geschrieben bzw. aufgetragen. So entstehen Bilder, Objekte und Installationen. Im Vordergrund stehen persönlich erfahrene sensorischen Wahrnehmungen, die in den Werken zu Inskriptionen der intersubjektiven Erfahrungen werden. Gehörtes, Berührtes, Gesehenes, Gerochenes wird während des künstlerischen Prozesses verarbeitet und übersetzt.
In Kummers Werk spiegelt sich die Vergänglichkeit und Verletzlichkeit des Seins wider, wie beispielsweise in Fragen nach der Zerbrechlichkeit von Identität. Der menschliche Körper als Raum für Wahrnehmung wird thematisiert. „Wir nehmen mit jedem einzelnen Organ auf, was von Außen auf uns trifft. Außer sich Sein ist also fast ein Normalzustand“ (Sylvia K. Kummer). In ihren Recherchen widmet sie sich z. B. Körperhaltungen und Gesten und untersucht verkörperte Gedanken und Gefühle. Verschiedene kulturelle Bedeutungen werden dabei hervorgehoben und führen zu Feststellungen, wie Gedanken und Redewendungen das gesamte Leben und Haltungen beeinflussen. Das Konzept einer bedingungslosen Liebe als Energie, die weit über allen Konventionen steht und als verbindendes Element kulturelle und geografische Grenzen zu überwinden vermag, nimmt dabei eine wichtige Rolle ein.
Die Ergebnisse ihrer Untersuchungen dienen oftmals als Initiatoren für neue Kunstprojekte, die sie im öffentlichen und sozialen Raum durchführt.

## Ausstellungen und Projekte (Auswahl)
- who am I?, University of Waterloo Art Gallery (CA), 1984
- I am, Galerie Nouvelle Ltée, Kitchener (CA), 1987
- I am Sylvia Kummer, Jurta Szinhàzban, Budapest (HU)
- Arthropoden, Galerie Kies, Wien (AT), 1992
- tongues, Ruth Morpeth Gallery, Hopewell, NJ (USA), 1999
- who are you?, Hunt Gallery, St. Louis (USA), 2005
- sei i, Galerie am Park, Wien (AT), 2005
- walk two moons, Hunt Gallery, St. Louis (USA), 2005
- sinn-süchte, mit Johann Freilacher, Seitzersdorf/Wolfpassing (AT), 2006
- Kummer – Freilacher, mit Johann Freilacher, Kulturhaus Bürgerspital Kilb (AT), 2008
- Demokratie – eine lebendige Herausforderung, GLOBArt 2009, Pernegg (AT), 2009
- in der mitte, im Rahmen der NöART (Standorte: Haus der Kunst, Baden; Galerie im alten G’richt, Groß Gerungs; Dorfmuseum Roiten, Rappottenstein; Rathaus Scheibbs, Scheibbs) (AT), 2010
- glücklich, 4. Carinthische Dialoge, mit Johann Freilacher, Schloss Bach, St. Urban (AT), 2010
- making the invisible visible, China Dialogue, Seitzersdorf/Wolfpassing (AT) und Zhejiang Library, Hangzhou (CN) und Modern Art Gallery, Hangzhou (CN), 2011
- you are what you are wherever you are going, Modern Art Gallery, Hangzhou (CN), 2011
- kummer.kümmerer.kümmerlinge. – ergo Spoerri, Seitzersdorf/Wolfpassing (AT), mit Daniel Spoerri, 2012
- passt! – Schloss Ebenau, Galerie Walker, mit Daniel Spoerri und Walter Weer, Weizelsdorf/Rosental (AT), 2013
- lebenshäute, Präsentation der Sonderedition, Seitzersdorf/Wolfpassing (AT), 2013
- rose von jericho, Installation, Stephansplatz, Wien (AT), 2013
- das weiße schaf oder subkutan, im Rahmen des Artist-in-Residence-Programms, mit Barkinado Bocoum, Judenburg (AT), 2014
- relictum, St. Peter an der Sperr, Museum Wr. Neustadt (AT), 2014
- wunder-same häutung, Galerie die Schöne, Wien (AT), 2015
- Sylvia Kummer – Irena Rosc, raumimpuls, Stadtgalerie Waidhofen/Ybbs (AT), 2015
- stehaufmenschchen, Galerie die Schöne, Wien (AT), 2015
- La Cuscinata, raumimpuls, mit Judith P. Fischer, Markus Hofer, Hans Kupelwieser, Stadtgalerie Waidhofen/Ybbs (AT), 2016
- im Rahmen der Dialogreihe atlas. axis. eine subtile kommunikation: Werkstattpräsentation WEIL ICH DICH IN DER NACHT EIN NETZ KNÜPFEN SAH, mit Victoria Rabal, Galerie die Schöne, Wien (AT), 2016
- im Rahmen der Dialogreihe atlas. axis. eine subtile kommunikation: Auswahl: GESAMMELTE KRÄFTE mit Christian Katt, Galerie Black Dragon Society, FREITAG DER DREIZEHNTE – first come, first hang mit Peter Ramsebner, Galerie die Schöne, SPIEL UND RAUM UND LEBEN mit Christiane Spatt, Galerie die Schöne, Wien (AT), 2017
- atlas. axis. eine subtile kommunikation, Aufstellung der Großskulpturen, 1010 Wien, Freyung: Impulsreferat – Burghart Schmidt, performativer Erlebnisdialog mit Philipp Oberlohr, musikalische Intervention Lissie Rettenwander; Graben: Impulsreferat – Conny Schmeller, Wien, AT, 2017
- atlas. axis. eine subtile kommunikation, Aufstellung der Großskulpturen im Rahmen des WIR SIND WIEN.FESTIVAL, Basis.Kultur.Wien, 1080 Wien, Piaristenplatz: Impulsreferate von Thomas Fillitz und Ursula Baatz, Kunstvermittlungsinterventionen – Renate Höllwart, Elke Smodics, Büro trafo.K., performativer Erlebnisdialog mit Philipp Oberlohr; 1060 Wien, Bundesländerplatz: Impulsreferat – Gerlinde Maria Gruber, performativer Erlebnisdialog mit Philipp Oberlohr; 1070 Wien, Platz der Menschenrechte: performativer Erlebnisdialog mit Philipp Oberlohr, Wien, AT, 2017
- atlas. axis. eine subtile kommunikation, Aufstellung der Großskulpturen im öffentlichen Skulpturenpark Gut Gasteil, Prigglitz (AT), 2017
- Wolfgang Männer und Sylvia K. Kummer, Gut Gasteil, Prigglitz (AT), 2018
- im Rahmen der Dialogreihe atlas. axis. eine subtile kommunikation: WIEDER UND WIDER – ÜBER WEITE STRECKEN, mit Mikki Muhr, Galerie die Schöne, Wien (AT), 2018
- der körper als raum für wahrnehmung, Galerie die Schöne, Wien (AT), 2019
- many and one, Stadtgalerie im Alten Herrenhaus Ternitz (AT), 2020

## Gruppenausstellungen (Auswahl)
- Istropolitana, Symposium, Galéria Mesta Bratislavy, Bratislava (SK), 1992
- 96Merzweckbau, Intermediales Symposium, Schrattenberg (AT), 1996
- flaschenpost, Forum Stadtpark, Graz (AT), 1998
- trans art festival, Labin (HR), 2001
- sisma, o’artoteca, Milano (IT), 2002
- on the edge, Harrington Center, Georgia (USA), 2003
- spuren im schnee, Galerie Wolfgang Exner, Wien (AT), 2003
- multiple choice : türmen, Galerie Stalzer, Wien (AT), 2010
- Begegnung und Wiedersehen, Kunst und Kulturkreis, Stift Geras, Geras (AT), 2011
- visit your friends house – chuan men, 串门儿’, Amelie Art Gallery at 798, Beijing (CN), 2011
- Natürlich Paralipomena, Ausstellungshaus Spoerri, Hadersdorf am Kamp/NÖ (AT), 2012
- sampling I, konzert der skulpturen, Stift Ossiach (AT), 2012
- ONEing, Austro Sino Arts Program 2012, Beijing (CN), 2012
- making the invisible visible ou le mouton blanc, 11ème Biennale Dak’ArtOFF, Dakar (SN), 2014[3]
- changer les perspectives, im Rahmen des Festival Judenburger Sommer, Judenburg (AT), 2014[4]
- tabu, Biennale de Casablanca (MA), 2014
- Internationale zeitgenössische Kunst trifft Kilengi African Art, Galerie Kilengi, Wien (AT), 2018

## Veröffentlichungen
- Sylvia Kummer (Hrsg.): atlas. axis. eine subtile kommunikation, zur Dialogreihe – mit Beiträgen von Ursula Baatz (Philosophin), Gerlinde Maria Gruber (Zentrum für Anatomie und Zellbiologie), Thomas Fillitz (Kultur- und Sozialanthropologie), Renate Höllwart, Elke Smodics (trafo.K.), Burghart Schmidt (Philosoph), Berthold Ecker (MUSA), Robert Trappl (Forschungsinstitut für artificial intelligence), Carl Aigner (Landesmuseum Niederösterreich), Christian Katt (SchriftSteller und transmedialist), Eigenverlag, Wien 2019/2020.
- Sylvia Kummer (Hrsg.): Ab aus dem Geviert oder Der Wimperntisch, Eigenverlag, Wien 1996.
- Sylvia Kummer: geschlechts/ruinen; binse, in: ders., Ab aus dem Geviert oder Der Wimperntisch, Eigenverlag, Wien 1996.
- Sylvia Kummer (Hrsg.): tage-raum, Projektkatalog, Wien 1999.